# Vaguit Alekpérov
Vaguit Alekpérov (en azerí: Vahid Yusuf oğlu Ələkbərov, en ruso: Вагит Юсуфович Алекперов, nacido el 1 de septiembre de 1950 en Bakú, 1 de septiembre de 2022 capital de la RSS de Azerbaiyán dentro de la URSS, actual Azerbaiyán) es un hombre de negocios ruso, ex viceministro Petróleo y Gas de la URSS y expresidente de la compañía petrolera rusa LUKoil (1993-2022).
En la clasificación de las personas más ricas del mundo realizada por la Revista Forbes, se sitúa en la 54.ª posición con una fortuna de 4.300 millones de dólares.